# Боґушкі (Монецький повіт)
Боґушкі (пол. Boguszki) — село в Польщі, у гміні Тшцянне Монецького повіту Підляського воєводства.
Населення — 69 осіб (2011).
У 1975-1998 роках село належало до Білостоцького воєводства.

## Демографія
Демографічна структура станом на 31 березня 2011 року:
|          | Загалом | Допрацездатний вік | Працездатний вік | Постпрацездатний вік |
| -------- | ------- | ------------------ | ---------------- | -------------------- |
| Чоловіки | 39      | 7                  | 22               | 10                   |
| Жінки    | 30      | 3                  | 14               | 13                   |
| Разом    | 69      | 10                 | 36               | 23                   |